# 北蘇絲提納 (阿拉斯加州)
北蘇西特納（英語：Susitna North）是位於美國阿拉斯加州馬塔努斯卡-蘇西特納自治市鎮的一個非建制地區和人口普查指定地區。根據2010年美國人口普查，該地人口為1260人，而該地的面積約為871.50平方千米。

## 地理
北蘇西特納的座標為62°02′12″N 149°59′14″W / 62.03667°N 149.98722°W，而該地的平均海拔高度為762米（即2500英尺）。